# Alfred Edward Housman
Alfred Edward Housman (26 tháng 3 năm 1859 – 30 tháng 4 năm 1936), thường được gọi là A. E Housman, là một trong những nhà thơ nổi tiếng nhất của thời đại Edward, tác giả của tập thơ Chàng trai vùng Shropshire (A Shropshire Lad) rất nổi tiếng trong thời kỳ Chiến tranh Thế giới thứ nhất.
Housman sinh ở một ngôi làng ngoại ô Bromsgrove ở Worcestershire. Là con trai đầu của một gia đình có bảy người con. Em trai của ông, Laurence Housman và em gái Clemence Housman cũng đều là những nhà văn. Houssman học trường phổ thông Bromsgrove. Năm 1877, ông giành được một suất học bổng của trường Cao đẳng St John, Oxford, nơi ông nghiên cứu kinh điển. Houssman ưa lối sống lập dị, ít kết bạn với những nhà văn, nhà thơ khác. Từ năm 1911 ông dạy môn Latin ở trường Cambridge và trong suốt 30 năm giới thiệu, dịch và chú giải tác phẩm của nhà thơ La Mã Marcus Manilius.
Chàng trai vùng Shropshire (A Shropshire Lad) là một tập thơ chịu ảnh hưởng từ Wordsworth và Heine. Nhân vật là một chàng trai vùng Shropshire, nơi mà trong suốt thời gian viết tập thơ này Housman chưa từng đặt chân đến. Housman bỏ tiền túi in tập thơ này với số lượng nhỏ vào năm 1896. Hai mươi năm sau mới trở nên nổi tiếng. Tập thơ Những bài thơ cuối cùng (Last Poems) của ông in năm 1922 cũng có được sự thành công vang dội trong thời kỳ đó.
A. E. Housman mất năm 1936.

## Tác phẩm
- Chàng trai vùng Shropshire (A Shropshire Lad), thơ
- Những bài thơ cuối cùng (Last Poems), thơ
- Tuyển tập thơ (Collected Poems, 1939), thơ
- Thư từ (The Letters of A. E. Housman, 2007), thư từ

## Một số bài thơ
| Anh đào đáng yêu nhất Hoa treo dọc theo cành Những bông hoa trắng muốt Trang điểm mùa Phục sinh. Tôi tính, bảy mươi năm Hai mươi không trở lại Bảy mươi trừ hai mươi Năm mươi năm còn lại. Còn lại năm mươi năm Kể ra không quá ít Tôi sẽ đi vào rừng Ngắm anh đào trong tuyết. Ngày tôi hăm mốt tuổi Tôi nghe lời người khuyên: “Con hãy tiêu bạc tiền Nhưng con tim giữ lại Châu ngọc con hãy dùng Nhưng tâm hồn giữ lại”. Nhưng ngày hăm mốt tuổi Lời khuyên tôi không dùng. Ngày tôi hăm mốt tuổi Tôi lại nghe người khuyên: “Rằng con tim vô tội Rằng chớ nên hão huyền Và thổn thức quá đỗi Kẻo hối hận triền miên”. Tôi lên hăm hai tuổi Mới hiểu đúng lời khuyên. Ngày xưa anh yêu em Thanh sạch và can đảm Thiên hạ ngạc nhiên rằng: Hắn ta hành động đúng! Giờ năm tháng qua nhanh Chẳng chút gì còn lại Và người ta lại nói: Hắn tìm ra chính mình! Bản dịch của Hồ Thượng Tuy | LOVELIEST of trees, the cherry now Is hung with bloom along the bough, And stands about the woodland ride, Wearing white for Eastertide. Now, of my threescore years and ten, Twenty will not come again, And take from seventy springs a score, It only leaves me fifty more. And since to look at things in bloom Fifty springs are little room, About the woodlands I will go To see the cherry hung with snow. When I was one-and-twenty I heard a wise man say, "Give crowns and pounds and guineas But not your heart away; Give pearls away and rubies But keep your fancy free." But I was one-and-twenty, No use to talk to me. When I was one-and-twenty I heard him say again, "The heart out of the bosom Was never given in vain; "Tis paid with sighs a-plenty And sold for endless rue." And I am two-and-twenty, And oh, 'tis true, 'tis true. Oh, when I was in love with you Oh, when I was in love with you, Then I was clean and brave, And miles around the wonder grew How well did I behave. And now the fancy passes by, And nothing will remain, And miles around they ’ll say that I Am quite myself again. |